# Delfimeus morgani
Delfimeus morgani is een insect uit de familie van de mierenleeuwen (Myrmeleontidae), die tot de orde netvleugeligen (Neuroptera) behoort. 
Delfimeus morgani is voor het eerst wetenschappelijk beschreven door Navás in 1913.